# Epperson kontra Arkansas
Az Epperson vs. Arkansas, (393 U.S. 97, 1968) az Amerikai Egyesült Államok Legfelsőbb Bírósága által tárgyalt ügy, melynek döntésében a bíróság érvénytelenítette az Arkansas állam által hozott törvényt, mely megtiltotta az evolúció oktatását a közoktatásban.

## Indoklás
A bíróság ítélete szerint az USA alkotmánya első kiegészítésének az állam és egyház szétválasztásáról rendelkező cikkelye (Establishment Clause) nem engedélyezi, hogy az oktatásban az állam előnyhöz juttasson bizonyos vallási irányzatokat, vagy a tananyagot úgy alakítsa át, hogy az megfeleljen valamely vallási irányzatnak vagy dogmának. A Legfelsőbb Bíróság az arkansas-i törvényt alkotmányellenesnek ítélte, mivel döntése szerint az megsértette az alkotmány első kiegészítését.
A tudományos kreacionizmus kötelező oktatását azonban csak az 1987-es Edwards kontra Aguillard per döntése minősítette alkotmányellenesnek.